# Mesquita e Khanqah de Hoja Zayniddin
O complexo de Hoja Zayniddin ou conjunto de Khoja Zaynuddin ou de Hodja Saineddin (em usbeque: Xoʻja zaynuddin majmuasi) é um edifício monumental que foi simultaneamente uma mesquita e um khanqah (albergue de sufis) no centro histórico de Bucara, um sítio classificado como Património Mundial pela UNESCO no Usbequistão. Situada junto a um dos hauzs (lago artificial) mais antigos de Bucara, foi construída em meados do século XVI e tem a maior cúpula da cidade.
O edifício combinava a função de mesquita de bairro, onde os residentes da vizinhança faziam as suas orações, com a de khanqah, que acolhia dervixes errantes e onde se praticavam rituais sufis, nomeadamente cerimónias acompanhadas por música de câmara.

## Descrição

### Planta e interior
O monumento situa-se no cruzamento de duas ruas secundárias, 300 metros a sudoeste da  Praça Po-i Kalyan, na shahr-i-darun ("cidade interior"). Apesar da sua cúpula impressionante, não se sabe quem o mandou construir e qual foi o seu arquiteto. No entanto, a qualidade da construção, as suas dimensões e a proximidade com o coração da cidade indicam que quase certamente que foi erigida por iniciativa de alguém da elite local, se não mesmo do próprio cã.
Como todas as mesquitas da Ásia Central, está organizada segundo um eixo leste-oeste, ligeiramente inclinado para sul, em direção a Meca, com a parede da quibla virada para ocidente. Idealmente, uma mesquita deve ter uma planta simétrica, mas provavelmente o denso tecido urbano de Bucara no século XVI obrigou a adoção duma solução de compromisso, pelo que o ângulo das fachadas sul e oeste do edifício (voltadas para a rua) quebram essa simetria — a fachada merdional faz um ângulo de mais de 90 graus com a fachada oriental, divergindo para sul, a fachada ocidental tem a metade norte paralela com a fachada oriental e a metade sul é inclinada para sudeste, fazendo com que a parte meridonal do edifício seja mais estreita na direção leste-oeste e mais larga na direção norte-sul.
A entrada principal, situada no lado oriental, é feita por um ivã que tem uma câmara profundamente recuada coroada com abóbadas muqarnas semelhantes a estalactites. A sala de oração é uma divisão espaçosa com 9,5 por 9,5 metros, coberta por uma cúpula com 8,2 m de diâmetro e 16 m de altura.  A quibla, situada no lado ocidental, tem um tratamento decorativo semelhante e tem no centro um mirabe com decoração menos exuberante, indicando a direção de Meca. As paredes norte e sul da câmara são perfuradas por várias portas e janelas, algumas cobertas por grades (pandzhara) para atenuar a luz e impedir a entrada de pássaros.
Estruturalmente, a sala de orações é suportada por um chahar taq, um conjunto de quatro arcos robustos perpendiculares entre si, formando um quadrado na planta (visto de cima). Acima do chahar taq, um elegante conjunto de pendentes, contrações e arcos marca a zona de transição entre as paredes quadradas da sala de orações e  o grande círculo da cúpula. No corpo da cúpula, há quatro filas de muqarnas em redor do perímetro externo.
Além da sala de orações, o edifício tem várias divisões mais pequenas que não estão acessíveis ao público. A maior parte dessas divisões são pequenas hujras (celas) que estão agrupadas nos lados ocidental e norte. Segundo Jasmin Badr e Mustafa Tupev, algumas dessas celas podem ter sido usadas como chillakhanas (salas de meditação), enquanto outras provavelmente eram usadas como aposentos. A presença de alojamentos e chillakhana confirma que todo o complexo terá servido como um khanqah, como aconteceu com outros edifícios semelhantes, como o Khanqah de Nadir Divambegui, situado a leste. Numa pequena sala no lado ocidental encontra-se o cenotáfio de Hoja Zayniddin (também conhecido no passado como Khodja Turk), sobre quem nada se sabe.

### Exterior
No exterior, ao longo da fachada oriental e da parte oriental da fachada norte, há um pórtico sustentado por colunas de madeira com bases em pedra. O teto do pórtico é decorado com uma variedade de padrões semelhantes a estrelas esculpidos em madeira. A qualidade do acabamento é excecional, comparável à qualidade de tetos semelhantes que se encontram em alguns dos monumentos mais notáveis de Bucara, Quiva e outras cidades históricas da Ásia Central.
A leste do edifício há um grande hauz (lago artificial ou tanque), com 37 x 26,5 metros. Tem a forma dum retângulo chanfrado, com sete degraus em calcário, que possibilitavam a recolha de água pelos residentes vizinhos. O hauz é alimentado por duas vias: o canal Rud-i Shahr, que também abastece outros monumentos das vizinhanças, e um tazar (canal privado coberto) que provavelmente estava ligado diretamente à Ark (cidadela) de Bucara. Dado que este último canal tinha que percorrer pelo menos 300 metros através de áreas densamente urbanizadas para chegar à Ark, a sua construção deve ter exigido um financiamento avultado e autorização das autoridades dos governantes, o que sugere fortemente o apoio oficial tanto para a autorização como até para o financiamento da sua construção.

## História
Não há quaisquer registos históricos ou epigráficos sobre os financiadores ou arquitetos do edifício nem qualquer dedicatória que indique quando foi construído. Atendendo à tecnologia usada na construção, não pode ter sido construído antes do final do século XV, pois é usado um chahar taq, uma estrutura que só foi introduzido na Ásia Central no final do século XV, durante o reinado de Tamerlão. Badr e Tupev encurtam ainda mais o período provável de construção, devido a que a menção mais antiga ao edifício em registo de vendas de terreno nas suas vizinhanças data de 23 de janeiro de 1552. Esses registos mencionam especificamente que o quarteirão era conhecido como "Hawz-i Khoja Zayniddin", o que indica que o hauz estava sob o controlo ou supervisão da Mesquita de Hoja Zayniddin. Juntando estes dados com análises estilísticas, Badr e Tupev sugerem que tanto a mesquita-khanqah como o hauz foram provavelmente construídos durante o reinado de Abd al'Aziz Khan ou ligeiramente mais tarde, durante o reinado de Yar Muhammad Sultan (r. 1550–1553) ou de Borhan Sultan (r. 1550–1557). Além disso, salientam que Shaykh Nazar Bi, um amir influente e muito ativo politicamente, foi residente do quarteirão, e dada a sua posição, pode ter sido ele o patrocinador da construção.
A história do monumento nos séculos subsequentes é obscura. Badr e Tupev acreditam que a primeira fase da pintura na sala de orações provavelmente ocorreu no final do século XVI. O edifício foi redecorado fazendo uso extensivo da técnica kundal em data incerta do século XVII, possivelmente entre 1641 e 1660, visto que as pinturas são estilisticamente semelhantes às que se encontram nas madraças Cher-Dor e Tillakori de Samarcanda. Por coincidência, ambas essas obras em Samarcanda foram patrocinadas pelo rico funcionário Yalangtush Bi Alchin, que se sabe ter residido em Bucara entre a construção daqueles dois monumentos. Isso sugere, embora não prove, que ele pode ter sido o responsável pela redecoração da Mesquita Hoja Zayniddin em linhas semelhantes.
Desconhece-se o que aconteceu ao edifício entre as obras do século XVII e os primeiros anos do século XX. Por uma inscrição num bica de água do lado oriental do hauz, sabe-se que que entre 1913 e 1915 foram feitas obras de reconstrução. Atualmente a mesquita continua a ser usada e é um elemento importante do tecido cultural de Bucara e dos seus habitantes.